# Zamenis
Zamenis là một chi rắn không nọc Cựu thế giới trong họ Colubridae.

## Từ nguyên
Zamenis có nguồn gốc từ tiếng Hy Lạp ζαμενής (Latinh: vehemens, iracundus) nghĩa là "tức giận", "kích động", "hung tợn".

## Các loài
Sáu loài được công nhận là hợp lệ bao gồm:
- Zamenis hohenackeri (Strauch, 1873) – Rắn săn chuột Transkavkaz
- Zamenis lineatus (Camerano, 1891) – Rắn Aesculapius sọc
- Zamenis longissimus (Laurenti, 1768) – Rắn Aesculapius. Loài điển hình của chi.
- Zamenis persicus (F. Werner, 1913) – Rắn săn chuột Ba Tư
- Zamenis scalaris (Schinz, 1822) – Rắn cầu thang. Danh pháp đồng nghĩa: Rhinechis scalaris, Rhinechis agassizii.
- Zamenis situla (Linnaeus, 1758) – Rắn săn chuột châu Âu